# العلاقات البيلاروسية التوغوية
العلاقات التوغولية البيلاروسية هي العلاقات الثنائية التي تجمع بين توغو وروسيا البيضاء.

## مقارنة بين البلدين
هذه مقارنة عامة ومرجعية للدولتين:
| وجه المقارنة                                              | توغو            | روسيا البيضاء                    |
| --------------------------------------------------------- | --------------- | -------------------------------- |
| المساحة (كم2)                                             | 56.78 ألف       | 207.60 ألف                       |
| عدد السكان (نسمة)                                         | 7.80 مليون      | 9.50 مليون                       |
| الكثافة السكانية (ن./كم²)                                 | 137.37          | 45.76                            |
| العاصمة                                                   | لومي            | مينسك                            |
| اللغة الرسمية                                             | لغة فرنسية      | اللغة البيلاروسية، اللغة الروسية |
| العملة                                                    | فرنك غرب أفريقي | روبل بلاروسي                     |
| الناتج المحلي الإجمالي (بليون دولار)                      | 4.81 مليار      | 54.44 مليار                      |
| الناتج المحلي الإجمالي (تعادل القوة الشرائية) بليون دولار | 10.67 مليار     | 168.35 مليار                     |
| الناتج المحلي الإجمالي الاسمي للفرد دولار أمريكي          | 559             | 5.74 ألف                         |
| الناتج المحلي الإجمالي للفرد دولار أمريكي                 | 1.43 ألف        | 18.18 ألف                        |
| مؤشر التنمية البشرية                                      | 0.484           | 0.798                            |
| رمز المكالمات الدولي                                      | +228            | +375                             |
| رمز الإنترنت                                              | .tg             | .by، .бел                        |
| المنطقة الزمنية                                           | 00              | ت ع م+03:00                      |

## منظمات دولية مشتركة
يشترك البلدان في عضوية مجموعة من المنظمات الدولية، منها:
| علم المنظمة | اسم المنظمة                               | تاريخ انضمام توغو | تاريخ انضمام روسيا البيضاء |
| ----------- | ----------------------------------------- | ----------------- | -------------------------- |
|             | مؤسسة التمويل الدولية                     | 4 سبتمبر 1962     | 2 نوفمبر 1992              |
|             | منظمة حظر الأسلحة الكيميائية              | ?                 | ?                          |
|             | الأمم المتحدة                             | 20 سبتمبر 1960    | 24 أكتوبر 1945             |
|             | الاتحاد الدولي للاتصالات                  | 14 سبتمبر 1961    | 7 مايو 1947                |
|             | منظمة الشرطة الجنائية الدولية             | ?                 | ?                          |
|             | البنك الدولي للإنشاء والتعمير             | 1 أغسطس 1962      | 10 يوليو 1992              |
|             | الاتحاد البريدي العالمي                   | ?                 | ?                          |
|             | المركز الدولي لتسوية المنازعات الاستشارية | 10 سبتمبر 1967    | 9 أغسطس 1992               |
|             | وكالة ضمان الاستثمار متعدد الأطراف        | 15 أبريل 1988     | 3 ديسمبر 1992              |
|             | يونسكو                                    | 17 نوفمبر 1960    | 12 مايو 1954               |

## وصلات خارجية
- موقع وزارة الخارجية البيلاروسية